# Democracia procedimental
Democracia procedimental ou democracia institucional corresponde a uma corrente da teoria política, desenvolvida sobretudo na segunda metade do século XX, segundo a qual, nas democracias contemporâneas, à diferença da democracia clássica, é praticamente impossível que todos os cidadãos possam participar ativamente do jogo político.
Após o término da Segunda Guerra Mundial, criou-se no Ocidente, sob a hegemonia dos Estados Unidos, uma unanimidade em torno da democracia como valor universal. Isso estimulou a reflexão sobre o conceito e os sentidos do termo 'democracia' e suas variações (democracia direta, democracia representativa, democracia liberal ou democracia  burguesa, democracia proletária, socialdemocracia). A dificuldade em definir 'democracia' em termos de fontes de autoridade ou de propósitos de governo, levou esses autores a enfatizar uma definição institucional de democracia. Seus principais expoentes são  Giovanni Sartori, Robert Alan Dahl, Samuel P. Huntington e Joseph Schumpeter.
Essa linha opõe-se parcialmente à democracia participativa e filia-se à chamada teoria política das elites, cujos principais formuladores - Vilfredo Pareto, Gaetano Mosca e Robert Michels - afirmavam a impossibilidade da democracia, no sentido etimológico de "governo do povo". A dominação das minorias, segundo os teóricos das elites, seria inevitável, tornando a democracia, no seu sentido clássico, uma utopia.  Assim, diante dos grandes movimentos sociais da virada do século XIX para o século XX, Mosca, Pareto e Michels buscam demonstrar que os objetivos igualitários desses movimentos eram ilusórios, sendo a desigualdade na sociedade - especialmente a desigualdade política - inevitável, pois sempre existiria uma minoria dirigente e uma maioria dirigida. Essa visão tornou-se a base da concepção dominante de democracia no século XX, sobretudo a partir da teoria de Schumpeter, publicada em 1942, em Capitalismo, Socialismo e Democracia 
Em uma versão mais amena da tese de Michels sobre a lei de ferro da oligarquia, Dahl  concorda que as políticas dos estados não resultam da articulação dos desejos da maioria da população mas da constante satisfação dos desejos de um número relativamente pequeno de grupos de interesse. Segundo o autor, "regras que são apoiadas apenas por uma minoria rica e educada (dinheiro e conhecimento sendo recursos políticos importantes) e contestadas pelo resto dos eleitores têm certamente mais probabilidade de perdurar do que regras que são apoiadas por uma maioria pobre e não educada e contestadas pelo restante dos eleitores. Do mesmo modo, regras intensamente apoiadas por uma minoria e fracamente rejeitadas pela maioria têm maior probabilidade de durar do que regras fracamente apoiadas por uma maioria e intensamente rejeitadas por uma minoria. Ademais, admite que a apatia do eleitorado em geral é não só inevitável mas até mesmo desejável, contribuindo para a estabilidade do sistema.  "Em certas circunstâncias um sistema democrático pode ser altamente estável se uma parte substancial do eleitorado meramente aceita-o", escreve. 
Interessados nas formas manifestas de comportamento e interesse políticos - em contraste com a desorganização, ignorância e apatia da maioria - esses cientistas concluíram pela impossibilidade da democracia em seu sentido clássico, negando qualquer significado efetivo a expressões como "interesse público" e "bem comum". Assim, procuraram redefinir a democracia em termos de procedimentos - ou seja, basicamente, eleições de representantes.
Segundo Dahl, oito requisitos devem ser garantidos em uma democracia:
- liberdade de organização;
- liberdade de expressão;
- direito de voto;
- elegibilidade para cargos públicos;
- direito de disputar o poder;
- fontes alternativas de informação;
- eleições livres e idôneas;
- instituições que garantam manifestações da sociedade sobre as políticas governamentais.

Para Huntington, por exemplo, a definição de democracia nos termos do discurso de Gettysburg - "o governo do povo, pelo povo e para o povo" - carece de sentido, tanto do ponto de vista empírico como analítico. Assim, no dizer de Huntington, "a democracia tem um significado útil somente se definida em termos institucionais. A instituição chave em uma democracia é a escolha dos líderes por meio de eleições competitivas".
Segundo Sartori, "a democracia como é na realidade, não é a democracia como deveria ser. A democracia é antes de tudo e acima de tudo, um ideal". A persistência de algumas instituições de democracia direta, como o referendo e o plebiscito,  não impede que as democracias contemporâneas sejam indiretas, e que o poder se exerça e se transmita através de  mecanismos de representação.
Schumpeter, por sua vez, define a democracia como método - um método de decisão política. Para ele "o método democrático é o instrumento institucional para chegar a decisões políticas". Segundo esse método, cada indivíduo adquire o poder de decidir, ante uma concorrência cujo objeto é o voto popular.  A definição schumpeteriana é de caráter empírico, mais ligada aos fatos e às instituições e seu funcionamento do que a conceitos mais abstratos ou a ideais de democracia. Para ele, o problema central está em garantir a existência de um método para tomar decisões formalmente democráticas, restando à  maioria, politicamente apática, escolher, de tempos em tempos, no momento da eleição, entre as opções apresentadas por grupos organizados. O eleitor teria, assim, um papel meramente reativo.